# V&Rプロダクツ
有限会社V&R PRODUCTS（ブイアンドアールプロダクツ）は、アダルトビデオメーカー。代表取締役は佐井ゆき。

## 概要
2004年、AVメーカーのV&Rプランニング制作部に所属していた、竹本シンゴ、テンプルすわ、神戸たろう、ささきうずまきが分離独立し、同社子会社として設立。
竹本シンゴ、テンプルすわ、神戸たろう、ささきうずまきら旧V&Rプランニング制作陣が監督として所属。V&Rプランニングは、2004年に所属していた日本ビデオ倫理協会を脱退、セルビデオを主な市場とするメディア倫理協会に移籍した。V&Rプロダクツも設立後そのまま主戦場をセルビデオ業界に置き、ソフト・オン・デマンドでの流通を主として製作を行なっている。
2007年夏、V&Rプロダクツの社長である竹本が、親会社のV&Rプランニングと子会社のV&Rプロダクツとの『親・子会社という関係』から独立採算体制に独立したいという希望を出すが、V&Rプランニング側の返答は「解雇」。V&Rプロダクツの社員・制作スタッフは、萩澤カルメンを除き全員が一斉退社する騒動に発展した。旧スタッフによる作品は2007年9月発売が最後であり、2007年10月以降の作品は新スタッフが制作している。同年に竹本シンゴ、テンプルすわ、神戸たろう、ささきうずまきら4名は、V&Rプロダクツの路線を継承した新メーカー「ロケット」を立ち上げ、翌年2008年1月に最初の作品を送り出した。また、広報についても、初代広報のフルーツ照井は2007年7月を最後に、同年8月からトライバル伊藤に変わっている。
2011年7月1日付で、監督兼・代表取締役に、萩澤大樹が就任。当時の所属監督は、萩澤カルメン、ロジャー、ベジタリアン、吉田素直。
2012年10月に、以前のバラエティ色の強い作品作りから、「タブーこそが究極の興奮」というテーマでの作品作りに方向性を転換。
2013年4月1日付で、代表取締役に、佐井ゆきが就任。現在の所属監督は、安達かおる、萩澤カルメン、ロジャー、白虎、すっとるね岩永。
2014年2月24日付で事務所を移転。同年7月、V&Rプロダクツとして最後の新作『タブーこそが究極の興奮 売上げランキングTOP20 V＆Rベストヒット10時間（2枚組）』をリリースした。
2014年8月以降、株式会社V&R PRODUCEに移行する形となり、「V&Rプロダクツ」時代の総集編なども出していたが、同社のHPやTwitterは2020年を最後に活動停止している。なお、2014年8月から、ウンコなしレーベルとして、同名の「V&Rプロデュース」レーベルをだしていた。